# Сура (комплекс)
 Тази статия е за изследователския комплекс.  За понятието в Исляма вижте Сура.  
Сура е изследователски център с йоносферен нагревател, разположен близо до град Василсурск, на около 140 км източно от Нижни Новгород, Русия.
Създаден е през 1981 г. след положителни резултати в изследванията за горните слоеве на атмосферата, по които е работил и нобеловият лауерат Виталий Гинзбург. Сура е един от първите такива комплекси в света. Проектът е започнат с цел да се научи повече за горните слоеве на земната атмосфера и за начина, по който промяната в тях влияе върху по-долните слоеве и съответно върху земния климат. Предмет на изследванията в Сура са атмосферната акустика, поведението на плазмата на големи височини, промяната на йоносферните течения чрез излъчване на нискочестотни сигнали, процесите в земната магнитосфера и влиянието на Слънцето върху планетата. Комплексът се използва и за нагряване на йоносферата.
В началото проектът е бил финансиран главно от съветското министерство на отбраната като част от програмата за геофизични оръжия. След разпада на СССР комплексът работи активно 100 дни в годината поради намаления бюджет на управляващия го Институт за радиофизични изследвания (ИРФИ).
Върху площадка с размери 300 на 300 метра (9 хектара) е разположена антенна решетка от 144 антени, всяка с височина от 20 метра. Към тях се прибавят и три 250 kW излъчвателя. Ефективната мощност на излъчване е 190 MW, а честотата е в диапазона от 4,5 до 9,3 MHz.
Други такива съоръжения има край Душанбе (системата „Хоризонт“) и Змиив („УРАН-1“).